# Golfo de Batabanó
Golfo de Batabanó är en bukt i Kuba. Den ligger i den västra delen av landet, 100 km söder om huvudstaden Havanna.